# О’Нил, Дженнифер
Дженнифер О’Нил (англ. Jennifer O'Neill , род. 20 февраля 1948) — американская актриса, модель и писательница.

## Биография
Дженнифер О’Нил родилась в Рио-де-Жанейро, Бразилия, а в четырнадцатилетнем возрасте вместе с семьей переехала в Нью-Йорк. В 1962 году она пыталась покончить жизнь самоубийством. В том же году она подписала контракт с агентством Ford Models и вскоре начала появляться на обложках журналов, в том числе Vogue и Cosmopolitan, зарабатывая около $ 80 000 в год.
В 1968 году О’Нил дебютировала как актриса с небольшой ролью в фильме «Ради любви к плющу», а в 1970 году сыграла главную женскую роль в вестерне «Рио Лобо» с Джоном Уэйном. Прорывом в карьере актрисы стала главная роль в кинофильме 1971 года «Лето 42-го», где она сыграла молодую вдову пилота, погибшего во Второй мировой войне, после его смерти крутящую роман с пятнадцатилетним подростком. О’Нил получила хорошие отзывы за свою игру, а сам фильм был выдвинут в четырёх категориях на премию «Оскар», выиграв одну награду. После её карьера пошла в гору и она сыграла главные роли в фильмах «Такие хорошие друзья» (1972), «Методы доктора Кэри» (1972), «Дамочка при бриллиантах» (1973), «Реинкарнация Питера Прауда» (1975), «Невинный» (1976) и «Семь нот в темноте» (1977). Она также снялась в фильмах «Сила одиночки» (1979) с Чаком Норрисом и «Сканнеры» (1981).
Дженнифер О’Нил была замужем девять раз, у неё трое детей от разных браков.